# Гојко
Гојко је српско мушко име јужнословенског порекла.

## Познати људи
- Гојко Балшић, племић из 15. века.
- Гојко Ђого (1940), српски песник.
- Гојко Зец (1935–1995), српски фудбалер.
- Гојко Качар (1987), српски фудбалер.
- Гојко Митић (1940), немачки глумац српског порекла.
- Гојко Пијетловић (1983), српски ватерполо голман.
- Гојко Стојчевић (1914–2009), световно име патријарха српског Павла.
- Гојко Шушак (1945–1998), хрватски политичар.